# شینتارو هاشیموتو
شینتارو هاشیموتو (انگلیسی: Shintarō Hashimoto؛ ۱۱ مه ۱۸۹۲ – ۱۶ مهٔ ۱۹۴۵) فرد نظامی اهل ژاپن بود.